# Hoya tauensis
Hoya tauensis är en oleanderväxtart som beskrevs av Kloppenb.. Hoya tauensis ingår i släktet Hoya och familjen oleanderväxter. Inga underarter finns listade i Catalogue of Life.